# Max Wärn
Max Wärn (ur. 10 czerwca 1988 w Helsinkach) – fiński hokeista. 
Jego brat Jon (ur. 1985) także został hokeistą.

## Kariera
- HIFK U16 (2003-2004)
- HIFK U18 (2004-2006)
- HIFK U20 (2005-2009)
- HIFK (2007-2011)
  -  Kiekko-Vantaa (2007, 2010, 2011
  -  Suomi U20 (2008)
- Pelicans (2011-2012)
- JYP (2012-2014)
- HK Soczi (2014-2016)
- Kunlun Red Star (2016-2017)
- HV71 (2017-2018)
- Jokerit (2018-2019)
- Lausanne HC (2019)

Wychowanek i wieloletni zawodnik klubu HIFK w rozgrywkach fińskiej Liiga. W sezonie SM-liiga (2011/2012) był zawodnikiem Pelicans. Od maja 2012 zawodnik JYP. Od maja 2014 do marca 2016 zawodnik HK Soczi. Od sierpnia 2016 zawodnik chińskiego klubu Kunlun Red Star, beniaminka w lidze KHL. Od czerwca 2017 do maja 2018 zawodnik szwedzkiego HV71. W październiku 2018 przeszedł do Jokeritu. Od października do listopada 2019 był związany miesięcznym kontraktem ze szwajcarskim klubem Lausanne HC. W lutym 2020 ogłosił zakończenie kariery zawodniczej.
W trakcie kariery zyskał pseudonim Mallu.

## Sukcesy
Reprezentacyjne
- Srebrny medal mistrzostw świata juniorów do lat 18: 2006

Klubowe
- Złoty medal mistrzostw Finlandii: 2011 z HIFK
- Srebrny medal mistrzostw Finlandii: 2012 z Pelicans
- Brązowy medal mistrzostw Finlandii: 2013 z JYP
- European Trophy: 2013 z JYP